# Johann Baptist Spaur
Johann Baptist Spaur (né à Vienne en 1777 et mort dans la même ville en 1852) est un homme politique et un diplomate autrichien.

## Biographie
Johann Baptist Spaur est le fils du comte Friedrich Franz Joseph Spaur (1756-1826) qui provient d'une famille noble du Trentin. Elle est originaire de Merano et le patronyme a pour origine le château de Sporo, germanisé en Spaur. Il porte le titre de comte de Spaur, Pflaum et Valor.
Après une formation en droit, il commence sa carrière en diplomatie après avoir fréquenté la cour de Vienne et être devenu, en 1805, chambellan de François Ier.
L'empereur le fait administrateur des possessions autrichiennes en Italie du Nord et il devient gouverneur de la province vénitienne de 1826 à 1840. En 1827, il est nommé conseiller intime de l'Empereur. En 1835, après l'accession au trône de Ferdinand Ier, il doit réprimer la tentative insurrectionnelle des Vénitiens.
Par la suite, il est nommé à Milan où il reste en place de 1841 au 18 mars 1848. Il est contraint de démissionner de sa charge en raison des continuelles insurrections qui conduisent à la formation d'un gouvernement provisoire milanais. Il est remplacé par le comte O'Donnel. 